# Bursera galeottiana
Bursera galeottiana är en tvåhjärtbladig växtart som beskrevs av Adolf Engler. Bursera galeottiana ingår i släktet Bursera och familjen Burseraceae. Inga underarter finns listade i Catalogue of Life.